# Wuxi Maoye City - Marriott Hotel
Le Wuxi Maoye City - Marriott Hotel est un gratte-ciel construit à Wuxi en Chine. Il abrite un hôtel appartenant à Marriott International. Sa construction a débuté en 2008 pour s'achever en 2014. 